# Paul-André Robert
Paul-André Robert (* 10. November 1901 im Ried ob Biel/Bienne; † 20. August 1977 in Orvin) war ein Schweizer Maler und Odonatologe.
Paul-André Robert war der Sohn von Paul Robert, der – wie auch sein Grossvater Aurèle Robert, sein Grossonkel Léopold Robert sowie seine Brüder Théophile Robert und Philippe Robert –  Maler war.
Er genoss eine künstlerische Ausbildung bei seinem Vater und wurde zu dessen engstem Mitarbeiter. Nach dem Tod seines Vaters 1923 betreute er dessen Werk und führte es fort, besonders die Vogel- und Raupenaquarelle. Es entstanden auch Bilder von Pilzen, tropischen Blumen, Libellen und Larven sowie Landschaftsbilder. Paul-André Robert arbeitete seit seinem 16. Lebensjahr an einem monumentalen Werk über die Libellenlarven Europas. Um 1969 war das Manuskript mit Text und Bildern nahezu vollendet. Es konnte schliesslich im Jahr 2018 publiziert werden.

## Werdegang
Paul-André Robert kam am 10. November 1901 im Ried ob Biel zur Welt. Ab 1908 verbrachte die Familie die Sommermonate im Haus Jorat bei Orvin, die Wintermonate in Saint-Blaise NE. 1914 bis 1923 besuchte er Schulen in Neuenburg NE, wurde ausgebildet und engster Mitarbeiter seines Vaters Leo-Paul. Er begann auch seine Arbeiten als Taxidermist für Vogelpräparate.  Nach dem Tod seines Vaters 1923 betreute er dessen Werk und führte es fort, besonders die Vogel- und Raupenaquarelle. Es entstanden auch Bilder von Pilzen, tropischen Blumen, Libellen und Larven sowie Landschaftsbilder. 1924/1925 entstanden 76 Aquarelle für das Pilzbuch Les champignons dans la nature von John Jaccottet. 1925/1926 wurde er an der Académie Ranson in Paris weiter ausgebildet. 1928/1929 nahm er Kunstunterricht in Komposition und Stillleben bei seinem Bruder Théophile in Paris, wurde vom Maler Gustave Buchet (1888–1963) beeinflusst und studierte altägyptische Kunst im Louvre. 1930 heiratete er Madeleine Favre und wohnte fortan abgesehen von winterlichen Auslandsaufenthalten im Haus Jorat bei Orvin.
1928 bis 1933 erfolgte die mehrbändige Publikation Unsere einheimischen Vögel beim Verlag Delachaux & Niestlé in Neuenburg, ab 1934 Les Papillons Dans la Nature mit 64 Aquarellen. Bei einem Aufenthalt in Monaco 1935 arbeitet er am Ozeanographischen Museum Monaco für die Publikation Kunstgebilde des Meeres – Muscheln und Schneckengehäuse beim Iris Verlag in Bern.
1936/1937 schuf er zahlreiche Zeichnungen und 64 Aquarelle für Les insectes, 1938 18 Aquarelle für Alpenblumen: 18 Farbtafeln nach der Natur, ausserdem 32 Aquarelle und 72 Zeichnungen für Fleurs des eaux et des marais gemeinsam mit Henry Correvon.
Ab 1940 widmete er sich mit zahlreichen Ausstellungen in den Kantonen Bern und Neuenburg auch der Ölmalerei (Landschaften, Stillleben, Porträts, Religion), um den Unterhalt seiner Familie zu gewährleisten.
Zwischen 1940 und 1951 folgten zahlreiche Zeichnungen und Aquarelle für La vie des oiseaux. Les Rapaces. Les colombins et les Gallinacés.  sowie Les échassiers von Paul Géroudet, Les passereaux; insgesamt fünf Bände.
Von 1945 bis 1953 realisierte er zwei grossformatige Gemälde mit biblischen Themen für die Kapelle von Evilard und das Seniorenheim Mon Repos in La Neuveville.
Ab 1949 erfolgte die mehrbändige Publikation von Papillons d'Europe von Jacques Aubert.
Ab 1956 Flore et végétation des Alpes, dt. Alpenflora mit Claude Favarger (1913–2006) sowie 48 Aquarelle für Les libellules, dt. Die Libellen (Odonaten).
1960 entstanden 62 Aquarelle für Perruches australiennes et autres psittacidés mit Nicolas Mélides.
Zwischen 1961 und 1968 gab es zwei Brasilienaufenthalte mit Studium der Flora und Fauna der Tropenwälder.
Bis 1962 entstanden 32 Aquarelle für Splendeurs de la faune marine mit Georges Petit (1892–1973), ebenfalls 1966 32 Aquarelle für Fleurs tropicales mit Luciano Bernardi.
1973 wurde er zum Ehrendoktor der Universität Neuenburg für seine wissenschaftlichen Arbeiten über Die Libellen und ihre Larven ernannt.
Er starb am 20. August 1977 im Alter von 75 Jahren im Jorat.

## Würdigung
Im Neuen Museum Biel (bis 2011 Museum Neuhaus) sind Bilder der 3000 Werke umfassenden Sammlung der Stiftung Robert ausgestellt. Paul-André Roberts Bilder werden in der permanenten Ausstellung Sélection tropicale gezeigt.

## Schriften (Auswahl)
- Die Libellen (Odonaten), Kümmerly & Frey, Bern, 1959
- Unsere wichtigsten Gift- und Speisepilze, Delachaux & Niestlé, Neuenburg, 1943
- Alpenblumen: 36 Farbtaf. nach d. Natur , Iris/Weller, Bern/Leipzig, 1938
- Verzauberte Tiefen, Iris/Weller, Bern/Leipzig, 1937
- Kunstgebilde des Meeres, Iris/Weller, Bern/Leipzig, 1936